# Nové Město (Jičín)
Nové Město je část okresního města Jičín. Nachází se v jeho jižní části. Prochází zde silnice II/502. V roce 2009 zde bylo evidováno 492 adres. V roce 2001 zde trvale žilo 4 642 obyvatel.
Nové Město leží v katastrálním území Jičín o výměře 12,06 km2.